# Stadl an der Mur
Stadl an der Mur är huvudorten i kommunen Stadl-Predlitz i distriktet Murau i förbundslandet Steiermark i Österrike. Stadl an der Mur var tidigare en självständig kommun, men blev den 1 januari 2015 en del av den nybildade kommunen Stadl-Predlitz.
Kommunen bestod av fyra orter (Ortschaften) (inom parentes invånarantal 1 januari 2024):
- Paal (130)
- Sonnberg (78)
- Stadl an der Mur (404)
- Steindorf (339)